# Båtsfjord (gemeente)
Båtsfjord (Samisch: Báhcavuotna) is een gemeente in de Noorse provincie Finnmark. De gemeente telde 2267 inwoners in januari 2017.

## Plaatsen in de gemeente

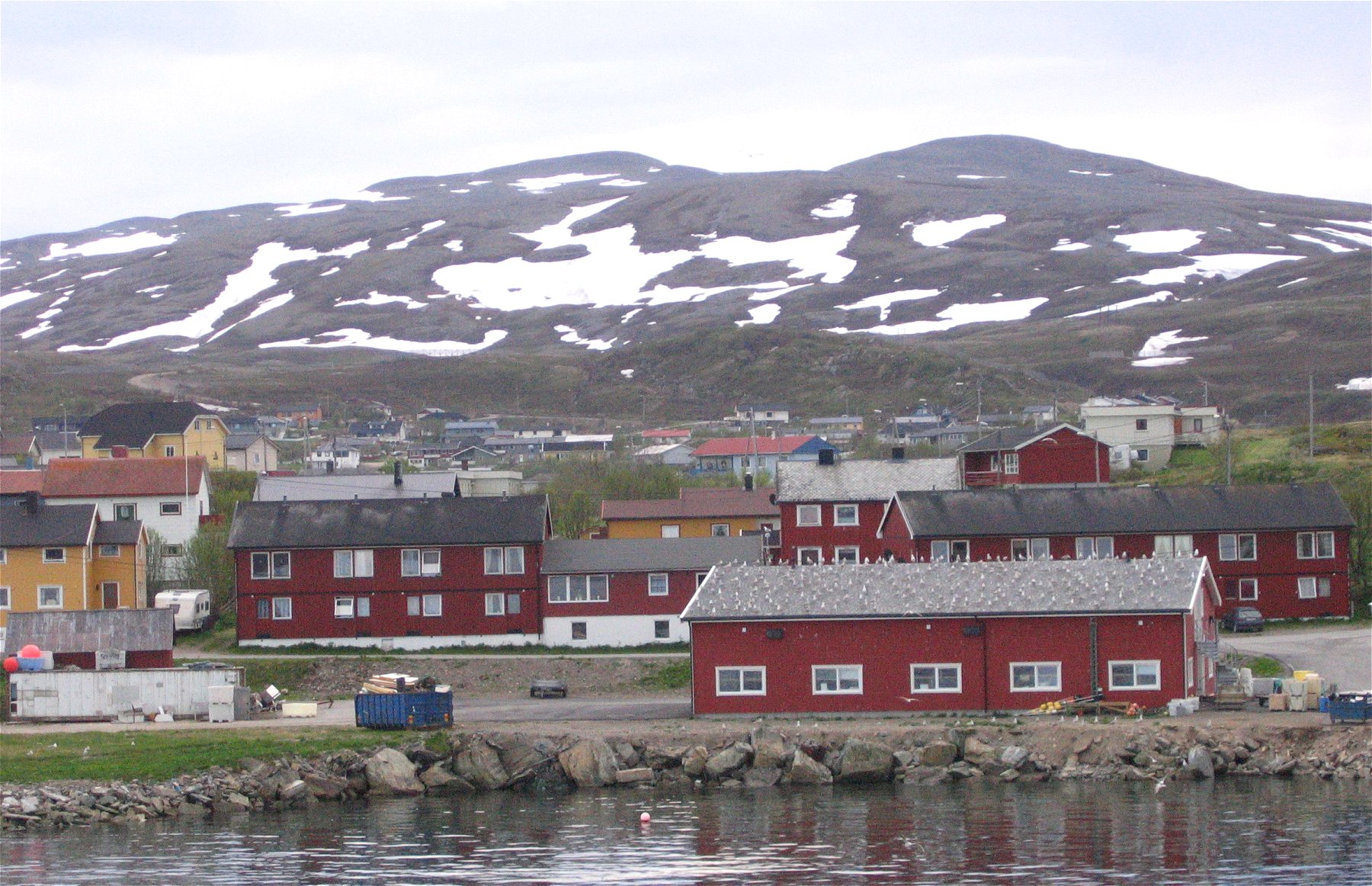
Båtsfjord

- Båtsfjord (plaats)

Alta · Båtsfjord · Berlevåg · Gamvik · Hammerfest · Hasvik · Karasjok · Kautokeino · Lebesby · Loppa · Måsøy · Nesseby · Nordkapp · Porsanger · Sør-Varanger · Tana · Vadsø · Vardø